# Manchira
La Manchira erano una componente di rinforzo all'armatura giapponese. Si trattava di una giacca corazzata priva di maniche, una sorta di corta brigantina, deputato a proteggere la gabbia toracica del guerriero giapponese (bushi). La struttura di base era costituita da stoffa, rinforzata con maglia di ferro e lamelle di forma quadrato/rettangolare (karuta) o esagonale (kikko) in ferro o cuoio. Le componenti difensive poteva essere lasciate in vista o occultate sotto un secondo strato di stoffa.

Alcune tipologie di manchira particolarmente larghe potevano essere portate dal bushi sulla corazza tradizionale dō.

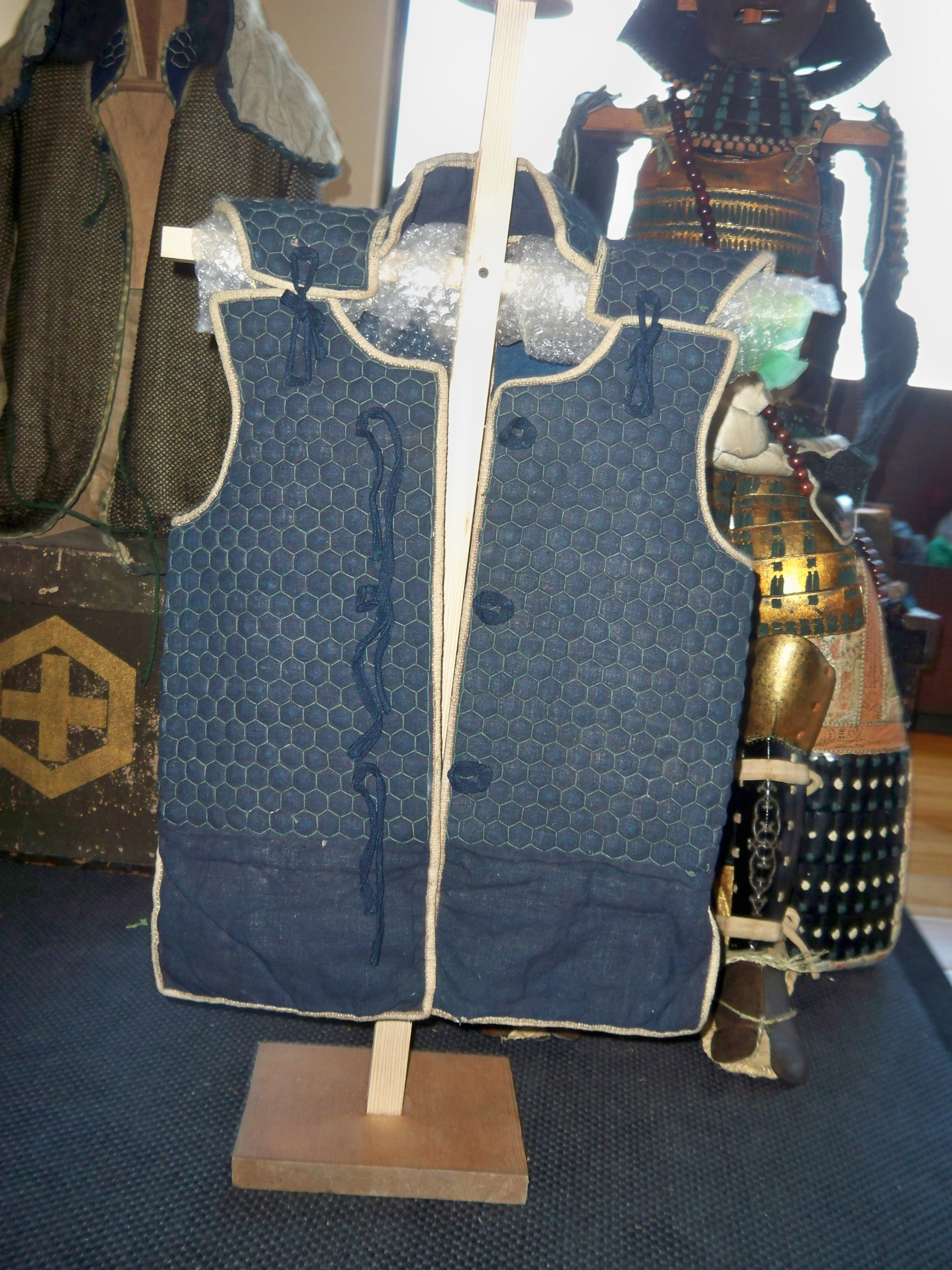
Corazza Manchira del Periodo Edo con lamelle esagonali di ferro (kikko).
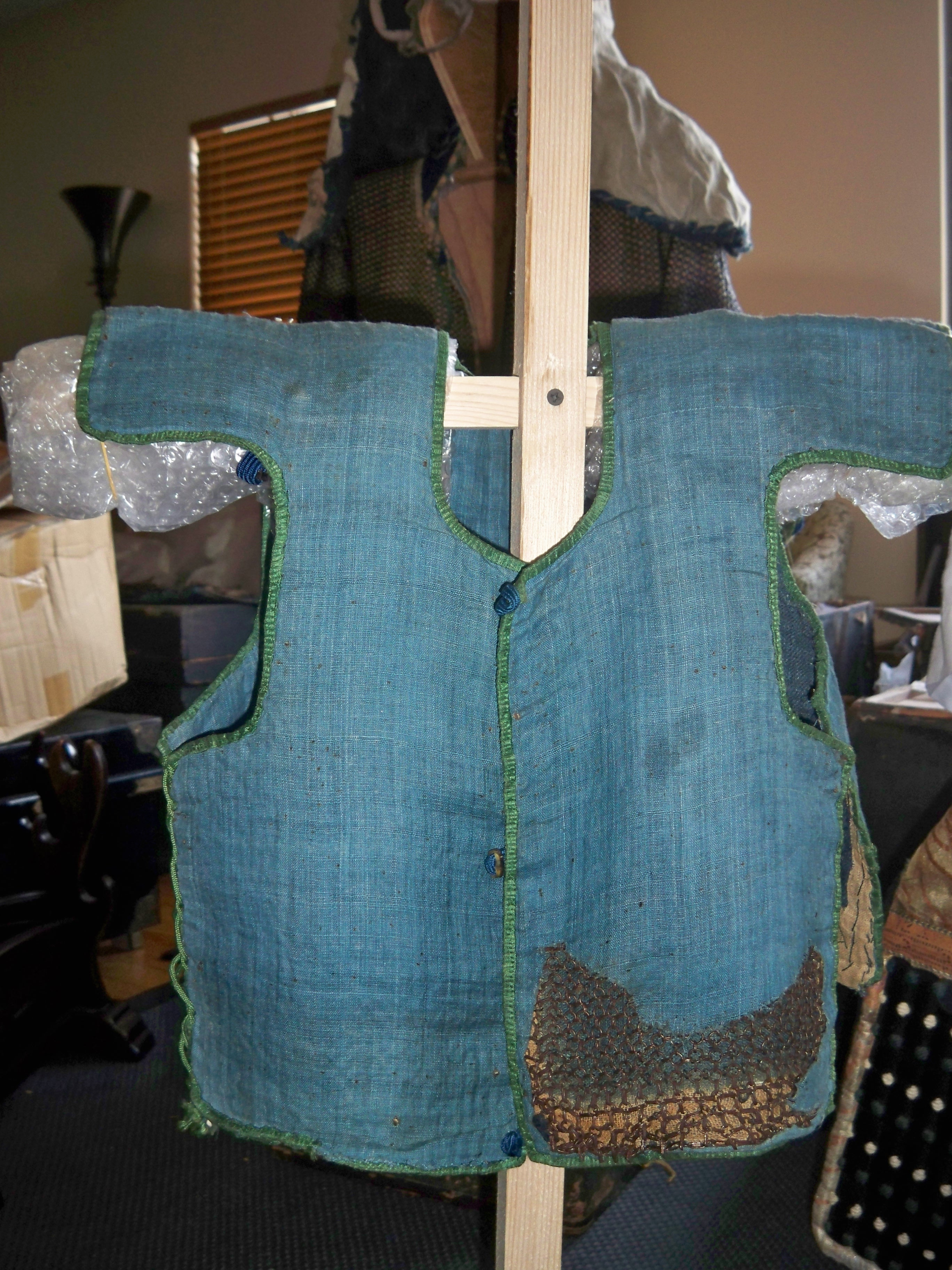
Corazza Manchira del Periodo Edo con maglia di ferro.
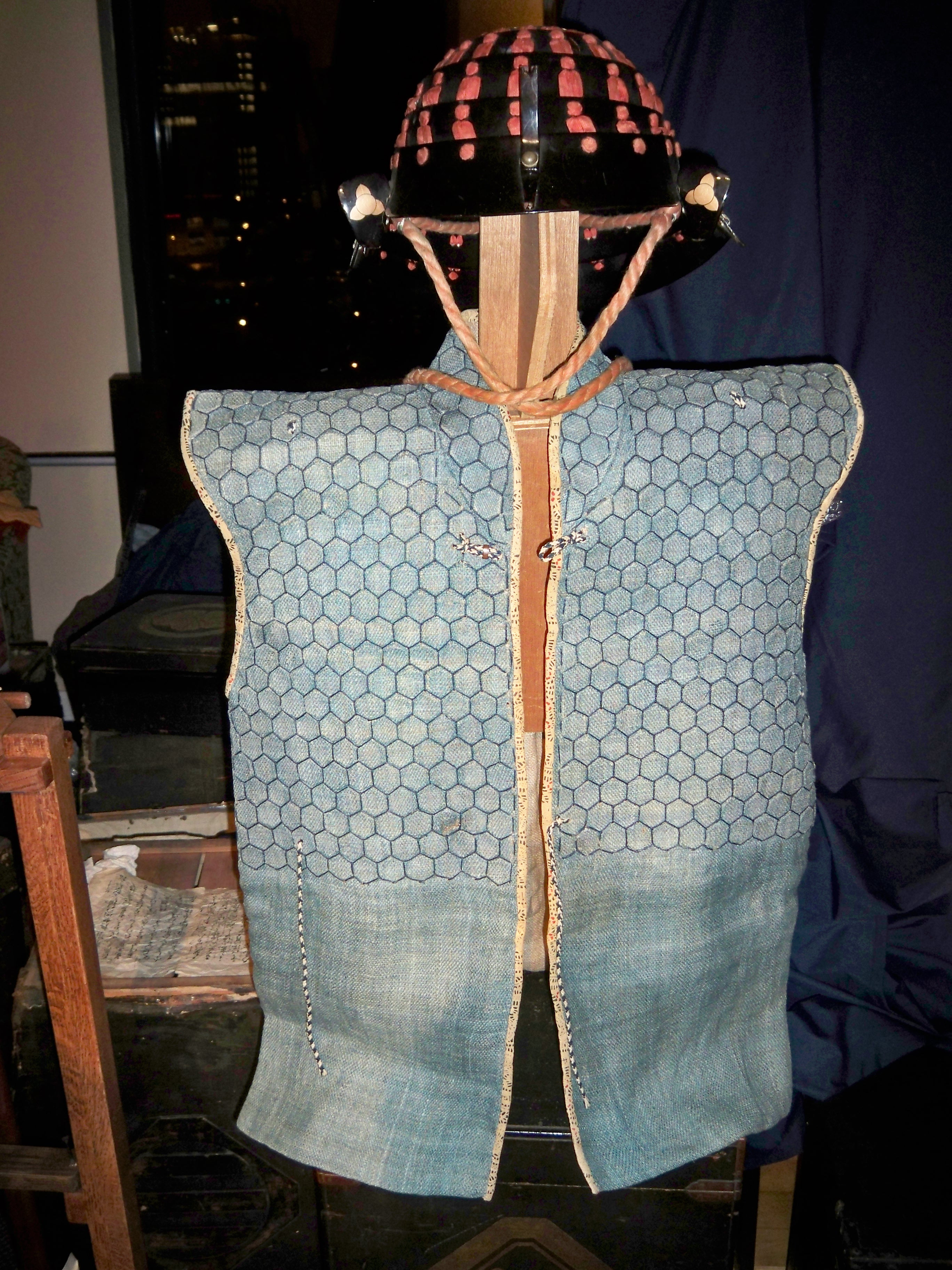
Corazza Manchira del Periodo Edo con lamelle esagonali di ferro (kikko).